# Ministrowie spraw wewnętrznych Wielkiej Brytanii
Secretary of State for the Home Department, popularnie zwany Home Secretary, brytyjski urząd ministerialny, odpowiednik polskiego ministra spraw wewnętrznych. Stoi na czele Home Office, zajmując się sprawami policji, bezpieczeństwa narodowego, imigracji i obywatelstwa.

## Lista ministrów
| Minister                                         | Czas urzędowania                            |
| ------------------------------------------------ | ------------------------------------------- |
| William Petty, 2. hrabia Shelburne               | 27 marca 1782 – 10 lipca 1782               |
| Thomas Townshend                                 | 10 lipca 1782 – 2 kwietnia 1783             |
| Frederick North, lord North                      | 2 kwietnia 1783 – 19 grudnia 1783           |
| George Nugent-Temple-Grenville, 3. hrabia Temple | 19 grudnia 1783 – 23 grudnia 1783           |
| Thomas Townshend, 1. baron Sydney                | 23 grudnia 1783 – 5 czerwca 1789            |
| William Grenville, 1. baron Grenville            | 5 czerwca 1789 – 8 czerwca 1791             |
| Henry Dundas                                     | 8 czerwca 1791 – 11 lipca 1794              |
| William Cavendish-Bentinck, 3. książę Portland   | 11 lipca 1794 – 30 lipca 1801               |
| Thomas Pelham, 2. baron Pelham                   | 30 lipca 1801 – 17 sierpnia 1803            |
| Charles Philip Yorke                             | 17 sierpnia 1803 – 12 maja 1804             |
| Robert Jenkinson, lord Hawkesbury                | 12 maja 1804 – 5 lutego 1806                |
| George Spencer, 2. hrabia Spencer                | 5 lutego 1806 – 25 marca 1807               |
| Robert Jenkinson, 2. hrabia Liverpool            | 25 marca 1807 – 1 listopada 1809            |
| Richard Ryder                                    | 1 listopada 1809 – 8 czerwca 1812           |
| Henry Addington, 1. wicehrabia Sidmouth          | 11 czerwca 1812 – 17 stycznia 1822          |
| Robert Peel                                      | 17 stycznia 1822 – 10 kwietnia 1827         |
| William Sturges Bourne                           | 30 kwietnia 1827 – 16 lipca 1827            |
| Henry Petty-Fitzmaurice, 3. markiz Lansdowne     | 16 lipca 1827 – 22 stycznia 1828            |
| Robert Peel                                      | 26 stycznia 1828 – 22 listopada 1830        |
| William Lamb, 2. wicehrabia Melbourne            | 22 listopada 1830 – 16 lipca 1834           |
| John Ponsonby, wicehrabia Duncannon              | 19 lipca 1834 – 15 listopada 1834           |
| Arthur Wellesley, 1. książę Wellington           | 15 listopada 1834 – 15 grudnia 1834         |
| Henry Goulburn                                   | 15 grudnia 1834 – 18 kwietnia 1835          |
| John Russell                                     | 18 kwietnia 1835 – 30 sierpnia 1839         |
| Constantine Phipps, 1. markiz Normanby           | 30 sierpnia 1839 – 30 sierpnia 1841         |
| James Graham                                     | 6 września 1841 – 30 czerwca 1846           |
| George Grey                                      | 6 lipca 1846 – 23 lutego 1852               |
| Spencer Horatio Walpole                          | 27 lutego 1852 – 19 grudnia 1852            |
| Henry Temple, 3. wicehrabia Palmerston           | 28 grudnia 1852 – 6 lutego 1855             |
| George Grey                                      | 8 lutego 1855 – 26 lutego 1858              |
| Spencer Horatio Walpole                          | 26 lutego 1858 – 3 marca 1859               |
| Thomas Sotheron-Estcourt                         | 3 marca 1859 – 18 czerwca 1859              |
| George Cornewall Lewis                           | 18 czerwca 1859 – 25 lipca 1861             |
| George Grey                                      | 25 lipca 1861 – 28 czerwca 1866             |
| Spencer Horatio Walpole                          | 6 lipca 1866 – 17 maja 1867                 |
| Gathorne Hardy                                   | 17 maja 1867 – 3 grudnia 1868               |
| Henry Bruce                                      | 9 grudnia 1868 – 9 sierpnia 1873            |
| Robert Lowe                                      | 9 sierpnia 1873 – 20 lutego 1874            |
| Richard Cross                                    | 21 lutego 1874 – 23 kwietnia 1880           |
| William Vernon Harcourt                          | 28 kwietnia 1880 – 23 czerwca 1885          |
| Richard Cross                                    | 24 czerwca 1885 – 1 lutego 1886             |
| Hugh Childers                                    | 6 lutego 1886 – 25 lipca 1886               |
| Henry Matthews                                   | 3 sierpnia 1886 – 15 sierpnia 1892          |
| Herbert Henry Asquith                            | 18 sierpnia 1892 – 25 czerwca 1895          |
| Matthew Ridley                                   | 29 czerwca 1895 – 12 listopada 1900         |
| Charles Ritchie                                  | 12 listopada 1900 – 12 lipca 1902           |
| Aretas Akers-Douglas                             | 12 lipca 1902 – 5 grudnia 1905              |
| Herbert Gladstone                                | 11 grudnia 1905 – 19 lutego 1910            |
| Winston Churchill                                | 19 lutego 1910 – 24 października 1911       |
| Reginald McKenna                                 | 24 października 1911 – 27 maja 1915         |
| John Simon                                       | 27 maja 1915 – 12 stycznia 1916             |
| Herbert Samuel                                   | 12 stycznia 1916 – 7 grudnia 1916           |
| George Cave, 1. wicehrabia Cave                  | 11 grudnia 1916 – 14 stycznia 1919          |
| Edward Shortt                                    | 14 stycznia 1919 – 23 października 1922     |
| William Bridgeman                                | 25 października 1922 – 22 stycznia 1924     |
| Arthur Henderson                                 | 23 stycznia 1924 – 4 listopada 1924         |
| William Joynson-Hicks                            | 7 listopada 1924 – 5 czerwca 1929           |
| John Robert Clynes                               | 8 czerwca 1929 – 26 sierpnia 1931           |
| Herbert Samuel                                   | 26 sierpnia 1931 – 1 października 1932      |
| John Gilmour                                     | 1 października 1932 – 7 czerwca 1935        |
| John Simon                                       | 7 czerwca 1935 – 28 maja 1937               |
| Samuel Hoare                                     | 28 maja 1937 – 3 września 1939              |
| John Anderson                                    | 4 września 1939 – 4 października 1940       |
| Herbert Morrison                                 | 4 października 1940- 23 maja 1945           |
| Donald Somervell                                 | 25 maja 1945 – 26 lipca 1945                |
| James Chuter Ede                                 | 3 sierpnia 1945 – 26 października 1951      |
| David Maxwell Fyfe                               | 27 października 1951 – 19 października 1954 |
| Gwilym Lloyd George                              | 19 października 1954 – 14 stycznia 1957     |
| Rab Butler                                       | 14 stycznia 1957 – 13 lipca 1962            |
| Henry Brooke                                     | 13 lipca 1962 – 16 października 1964        |
| Frank Soskice                                    | 18 października 1964 – 23 grudnia 1965      |
| Roy Jenkins                                      | 23 grudnia 1965 – 30 listopada 1967         |
| James Callaghan                                  | 30 listopada 1967 – 19 czerwca 1970         |
| Reginald Maudling                                | 20 czerwca 1970 – 18 lipca 1972             |
| Robert Carr                                      | 18 lipca 1972 – 4 marca 1974                |
| Roy Jenkins                                      | 5 marca 1974 – 10 września 1976             |
| Merlyn Rees                                      | 10 września 1976 – 4 maja 1979              |
| William Whitelaw                                 | 5 maja 1979 – 11 czerwca 1983               |
| Leon Brittan                                     | 11 czerwca 1983 – 2 września 1985           |
| Douglas Hurd                                     | 2 września 1985 – 26 października 1989      |
| David Waddington                                 | 26 października 1989 – 28 listopada 1990    |
| Kenneth Baker                                    | 28 listopada 1990 – 10 kwietnia 1992        |
| Kenneth Clarke                                   | 10 kwietnia 1992 – 27 maja 1993             |
| Michael Howard                                   | 27 maja 1993 – 2 maja 1997                  |
| Jack Straw                                       | 2 maja 1997 – 8 czerwca 2001                |
| David Blunkett                                   | 8 czerwca 2001 – 15 grudnia 2004            |
| Charles Clarke                                   | 15 grudnia 2004 – 5 maja 2006               |
| John Reid                                        | 5 maja 2006 – 27 czerwca 2007               |
| Jacqui Smith                                     | 28 czerwca 2007 – 5 czerwca 2009            |
| Alan Johnson                                     | 5 czerwca 2009 – 11 maja 2010               |
| Theresa May                                      | 12 maja 2010 – 13 lipca 2016                |
| Amber Rudd                                       | 13 lipca 2016 – 29 kwietnia 2018            |
| Sajid Javid                                      | 30 kwietnia 2018 – 24 lipca 2019            |
| Priti Patel                                      | 24 lipca 2019 – 6 września 2022             |
| Suella Braverman                                 | 6 września 2022 – 19 października 2022      |
| Grant Shapps                                     | 19 października 2022 – 25 października 2022 |
| Suella Braverman                                 | 25 października 2022 – 13 listopada 2023    |
| James Cleverly                                   | 13 listopada 2023 – 5 lipca 2024            |
| Yvette Cooper                                    | od 5 lipca 2024                             |